# Rejon majmiński
Rejon majmiński (ros. Майминский район, ałt. Майма аймак) – jeden z 10 rejonów w Republice Ałtaju. Stolicą rejonu jest Majma. 
100% populacji to ludność wiejska, ponieważ w rejonie nie ma żadnego miasta.